# Sciapteryx costalis
Sciapteryx costalis – gatunek błonkówki z rodziny pilarzowatych.

## Zasięg występowania[1]
Gatunek szeroko rozprzestrzeniony w Europie. 
Dzieli się na trzy podgatunki:
- Sciapteryx costalis subsp. corcyrensis Benson, 1954 - występuje w Grecji.

- Sciapteryx costalis subsp. soror Konow, 1890 - Notowany we Francji, w Hiszpanii, Holandii, Niemczech, Rumunii, Szwajcarii, Wielkiej Brytanii i we Włoszech.

- Sciapteryx costalis subsp. costalis (Fabricius, 1775) - notowany w Austrii, Belgii, Bułgarii, Chorwacji, Czechach, Danii, Francji, Holandii na Łotwie,  w Niemczech, Polsce, Rumunii, na Słowacji, w Szwajcarii, we Włoszech i na Ukrainie.

## Biologia i ekologia
Żeruje na roślinach z rodziny jaskrowatych.